# 秋田市立西部体育館
秋田市立西部体育館（あきたしりつせいぶたいいくかん）は、秋田県秋田市にある体育館である。バスケットボールBリーグ、秋田ノーザンハピネッツが練習場の一つとして利用している。

## 交通アクセス
羽越本線新屋駅、徒歩3分。